# Транкозу
Транко́зу (порт. Trancoso; МФА: [tɾɐ̃.ˈko.zu]) — муніципалітет і місто в Португалії, в окрузі Гуарда. Розташований у східній частині країни, на теренах історичної португальської провінції Бейра. Належить до Гуардської діоцезії Католицької церкви в Португалії. Права міського самоврядування має з 1157 року. Поділяється на 21 парафію. За адміністративним поділом, чинним до 1976 року, був складовою провінції Верхня Бейра. Площа муніципалітету — 361,52 км², населення муніципалітету — 9878 ос. (2011); густота населення — 27,32 осіб/км²
. Патрон — Діва Марія. Святковий день муніципалітету — 29 травня. Поштовий індекс — 6420.  Код місцевої адміністративної одиниці — 0913. Складова статистичного регіону Центр.

## Географія
Транкозу розташоване на північному сході Португалії, на заході округу Гуарда.
Транкозу межує на півночі з муніципалітетом Пенедону, на північному сході — з муніципалітетом Меда, на сході — з муніципалітетом Піньєл, на півдні — з муніципалітетом Селоріку-да-Бейра, на південному заході — з муніципалітетом Форнуш-де-Алгодреш, на заході — з муніципалітетом Агіар-да-Бейра, на північному заході — з муніципалітетом Сернансельє.

## Історія
1157 року португальський король Афонсу І надав Транкозу форал, яким визнав за поселенням статус містечка та муніципальні самоврядні права.

## Населення
| Кількість мешканців | Кількість мешканців | Кількість мешканців | Кількість мешканців | Кількість мешканців | Кількість мешканців | Кількість мешканців | Кількість мешканців | Кількість мешканців | Кількість мешканців | Кількість мешканців | Кількість мешканців | Кількість мешканців | Кількість мешканців | Кількість мешканців |
| ------------------- | ------------------- | ------------------- | ------------------- | ------------------- | ------------------- | ------------------- | ------------------- | ------------------- | ------------------- | ------------------- | ------------------- | ------------------- | ------------------- | ------------------- |
| 1864                | 1878                | 1890                | 1900                | 1911                | 1920                | 1930                | 1940                | 1950                | 1960                | 1970                | 1981                | 1991                | 2001                | 2011                |
| 15 664              | 16 579              | 17 205              | 17 966              | 18 123              | 17 612              | 17 602              | 19 574              | 20 632              | 18 224              | 14 046              | 13 099              | 11 484              | 10 889              | 9 878               |